# 公金受取口座
公金受取口座（こうきんうけとりこうざ）は、日本において、国や自治体から受ける給付金・還付金等の入金先として、あらかじめ登録しておく預貯金口座。「公的給付の支給等の迅速かつ確実な実施のための預貯金口座の登録等に関する法律」（令和3年法律第38号）（略称は公金受取口座登録法）に基づく。

## 制度設立の経緯

### 特別定額給付金における混乱
2020年5月、新型コロナウィルスへの経済対策として、特別定額給付金の支給が行なわれた。これは日本の住民基本台帳に記録されている全ての者に1人10万円を支給するものだが、自治体の事務手続きに大きな混乱が生じた。
特別定額給付金の申請には、下記2種類の方法が取られた。
1. 自治体が世帯主宛に申請書類を送付し（あるいは申請者自身が自治体ホームページから申請書をダウンロードし）、申請者が申請書に「給付金を受け取りたい金融機関・支店・口座番号」等を手書きし、誤記防止策として、その口座の通帳やキャッシュカードのコピーを添付の上で返送する
2. 国が用意したマイナポータルから、各自がオンラインで金融機関名・支店・口座番号等を登録、申請する

1)の方法は、自治体職員が申請書の内容を1件ずつ確認し、口座番号等をシステムへ手入力する手間を要した。
2)の方法は1)よりも迅速に給付可能とされたが、実際には下記のような混乱が生じた。
- 1)の方法と連動しておらず二重請求となり得る[4]
- 口座番号や口座名義人のチェック機能が無く、申請者の入力誤りによって給付エラーとなる[5]
- 世帯単位での支給のため、オンライン申請では世帯主が世帯全員の氏名を列記して申請する必要があるが、過不足や世帯主以外の者からの申請が多発した[5][6]
- マイナポータルの利用にはマイナンバーカードが必要だが、当時はカードの普及率が低く[注 1]、交付申請者が役所へ殺到した[7]
- マイナンバーカード所有者も当時は利用機会が少なく、暗証番号を失念し、その初期化のため、やはり来庁者が急増した[8][9][10]

これら混乱と給付の遅れから、5月25日には安倍晋三首相が記者会見でマイナンバー（個人番号）と銀行口座のひも付けの必要性を述べたのを始め、5月29日開催の令和2年第8回「経済財政諮問会議」では民間議員連名での提出資料において「マイナンバーと口座番号を紐づけし、使い勝手を向上すべき」と要望されるなど、平時の内からマイナンバーと口座情報等をひも付けておく必要があるとの声が各方面から挙がった。2020年版の「経済財政運営と改革の基本方針」（骨太の方針2020）（7月17日閣議決定）にも「公金振込口座設定のための環境整備」が掲げられた。

### 立法措置
2020年5月、自民党のマイナンバー活用プロジェクトチーム（座長：新藤義孝元総務大臣）は「迅速な給付策」に関する提言を取りまとめ、6月8日、第201回国会へ「特定給付金等の迅速かつ確実な給付のための給付名簿等の作成等に関する法律案」を自民・公明・維新共同の議員立法で提出した。高市早苗総務大臣は、政府の立場から賛意を示した。法案は同国会は継続審議、第202回国会、第203回国会も継続審議。2021年3月9日、第204回国会にて、後掲の政府提出法案に委ねる形で当法案は撤回された。
政府は、第4次安倍内閣 (第2次改造)の2020年6月23日より「マイナンバー制度及び国と地方のデジタル基盤抜本改善ワーキンググループ」を開催して検討を進め、菅義偉内閣に代わった2020年12月25日、2020年版「デジタル・ガバメント実行計画」を閣議決定した。その中には公金受取口座登録制度の創設も盛り込まれている。その後、デジタル庁の設置などと合わせた「デジタル改革関連6法案」を取りまとめ、2021年2月9日に閣議決定の上で、第204回国会へ「公的給付の支給等の迅速かつ確実な実施のための預貯金口座の登録等に関する法律」（公金受取口座登録法）を内閣提出法案として提出した。公金受取口座登録法を含むデジタル改革関連法案は5月12日に可決、成立した。公金受取口座登録法は5月19日公布・同日施行（登録部分（第二章）を除く）。2022年1月1日、登録部分（第二章）施行。

### 2023年の法改正（行政機関等経由登録の特例制度）
公金受取口座の登録方法の多様化を図るべく、2022年11月29日、デジタル庁は「マイナンバー制度及び国と地方のデジタル基盤抜本改善ワーキンググループ」の第7回会合で、行政機関等が既に住民の口座情報を保有している場合はそれを公金受取口座として登録できる制度を示した。これは一定期間内に不同意の回答をしない場合は同意したとみなす、いわゆる「オプトアウト方式」の制度設計であり、民間構成員からはこれに懸念を示す声も挙がった。
その後2023年1月、デジタル庁はオプトアウト方式を原則として調整を進めていることが報じられた。この時点では登録元となる口座は年金受給口座に絞らず、児童手当受取口座なども検討していたことがうかがえる。2月10日、登録元を年金受給口座に絞った旨が報じられた。最終的に、年金受給口座をオプトアウト方式で公金受取口座へ登録する制度を「行政機関等経由登録の特例制度」と称し、その他のマイナンバー関連の改正と合わせ「行政手続における特定の個人を識別するための番号の利用等に関する法律等の一部を改正する法律案」を作成。3月7日に閣議決定の上で第211回国会へ提出。6月2日、可決、成立。6月9日公布。公金受取口座登録法に「行政機関等経由登録の特例制度」が創設された（第5条の2、第5条の3）。公布から1年3ヶ月以内（2024年9月まで）に施行。 → 2024年5月27日施行

## 制度内容
公的給付の支給等に係る金銭の授受に利用することができる預貯金口座をあらかじめ登録し、公的給付の支給等の迅速かつ確実な実施を図るもの。（公金受取口座登録法第1条）

### 対象となる公的給付
1. 公的給付（児童手当等の公的手当）（第2条2項1号）
2. 年金（第2条2項2号）
3. 資金貸付（第2条2項3号）
4. 国税、地方税、保険料その他徴収金に係る還付金等（第2条2項4号）
5. 特定公的給付（国民生活及び国民経済に甚大な影響を及ぼすおそれがある災害若しくは感染症が発生した場合に支給されるもの又は経済事情の急激な変動による影響を緩和するために支給されるものとして内閣総理大臣が指定するもの）（第10条）

施行以降、2023年5月時点で、第10条の「特定公的給付」は396件実施された。この時点までに全国民を対象とした「特定公的給付」の実績は無い。子育て世帯や生活困窮世帯（住民税非課税世帯）に限定した給付が多い。

### 登録方法
公金受取口座の登録は、下記の方法がある。
- マイナポータルからの登録（第3条） - マイナンバーカードと、ICカードの読取が可能なPCまたはスマートフォンが必要。2022年3月28日開始[45]
- 所得税の確定申告と合わせた登録（第5条） - 確定申告において還付金が発生する場合は受取り口座を記入し、合わせてそれを公金受取口座として登録することが出来る[46][47]。2022年1月4日開始[48][49]
- 金融機関の窓口等での登録（第8条） - 2024年4月1日施行[注 11]。開始時期について、2022年3月頃は「2023年度下期以降開始予定」とされていたが[50]、2023年9月頃に「2024年以降」と改められ[51]、2024年3月頃に「2024年度末頃」に改められた[52]
- 年金受給口座の登録（行政機関等経由登録の特例制度）（第5条の2、第5条の3） - 一定の手続き（オプトアウト方式[注 12]）を経て、既存の年金受給口座を公金受取口座として登録するもの[53]。#2023年の法改正（行政機関等経由登録の特例制度） の経緯を経て、2023年6月2日、法改正成立。6月9日、公布[41]。公布から1年3ヶ月以内（2024年9月まで）に施行。 → 2024年5月27日施行[注 8][43][44]

### システム仕様
マイナポータルからの登録の場合、登録者による口座番号の入力誤り等を防ぐため、統合ATMスイッチングサービスの受取人口座確認機能を用いて、金融機関名、本支店名、口座種別、口座番号及び口座名義を当該金融機関へ照会する。登録者が内容を確認し、同意ボタンを押下して登録が成立する。
公金受取口座は国や自治体からの入金が出来るのみであり、出金（引き落とし）されることは無い。また、預貯金残高や取引履歴（入出金履歴）が照会されることも無い。

### 自治体等への展開
デジタル庁に集約された公金受取口座情報は、給付事務を行なう行政機関へ提供される。2022年10月11日、提供開始。

## 注意事項

### 本人名義での登録
公金受取口座は、1つのみ登録するもので、口座は本人名義に限る。マイナポイント事業においてマイナンバーカード取得者・公金受取口座登録者が急増する中で、家族名義での登録が問題となった。（#利用者による公金受取口座の誤登録 を参照）

### 証券口座取引時のマイナンバー提出・預貯金口座付番制度・口座管理法との違い
公金受取口座は、証券口座取引時のマイナンバー提出、および、預貯金口座付番制度とは異なる。
1. 証券口座取引時のマイナンバー提出 - 2016年1月1日より、証券会社や銀行等の証券口座で取引する際はマイナンバーの提出が義務付けられている[56]。これはマイナンバー法第14条、所得税法第224条等に基づく[57][58]。
2. 預貯金口座付番制度 - 2018年1月1日より、預貯金口座に対してマイナンバーをひも付けることとなった。これはマイナンバー法第9条別表第1内「55の2」に基づく[59]。この申告は預金者の任意である。
3. 口座管理法 - 2021年5月12日、公金受取口座登録法と同じデジタル改革関連法案の中の一つ「預貯金者の意思に基づく個人番号の利用による預貯金口座の管理等に関する法律」（預貯金口座管理法、口座管理法[60]）が成立し[61]、預貯金口座付番制度によってひも付けられた口座情報を、災害時や相続時に利用可能となった（預金保険機構へ問い合わせることで、死亡者の全ての預貯金口座の所在を相続人が知ることが出来るようになる等。当然ながら提供範囲は、預金者が生前にマイナンバーを任意申告した金融機関の口座に限られる）[62][63]。2024年4月1日、同法が施行された[注 18]。預金者に対し、上掲の預金口座付番の意思確認をすることが金融機関へ義務付けられた[64]。預金者が口座をマイナンバーとひも付けるかは、引き続き任意である[65][66]。

これらに対し公金受取口座は、上掲（公金受取口座登録法第1条）の目的のため、1つの預金口座を登録するもの。
2024年4月、口座管理法の施行と公金受取口座法の #2023年の法改正（行政機関等経由登録の特例制度） で定義されたオプトアウト方式による登録が混同され、預金口座付番がオプトアウトで強制ひも付けされるとの誤解（デマ）がSNSや一部のWEBメディアにおいて広まった。上掲のとおり、両者は別の法律に基づく、別の制度である。

## 諸問題

### 口座未登録による給付金遅延
日本では多くの国民が国民識別番号制度と公金受取口座が紐づけられていなかったため、給付金時に混雑、手間や遅れがある。特別定額給付金の際にも問題になった。逆に、アメリカや台湾、韓国など諸外国では、個人認証システムと銀行口座の情報が紐付けられているため、登録情報から即座の現金給付が可能である。

### 利用者による公金受取口座の誤登録
2023年5月、マイナンバーおよびマイナンバーカード関連で、多岐にわたる誤登録が問題となった。公金受取口座関連では、利用者による「他人口座の登録」と「家族名義口座の登録」が問題となった。

#### 未ログイン利用者による他人口座の登録
一台の端末で多数の利用者が登録する環境（主に自治体設置の支援窓口等）において、前の利用者が手続きの途中でログアウトせずに離脱した上に、後の利用者も自身のマイナンバーカードでログインせずに公金受取口座の登録をしてしまったことで誤登録されたケースが発生した。この場合、後者の口座情報は前の利用者にひも付いてしまう。
2023年6月7日、デジタル庁は公金受取口座全5400万件を総点検した結果、この種類の誤登録が748件存在すると発表した。システムは改修済み（口座の登録時に改めてマイナンバーカードによる認証を行なうステップを追加した）。

#### 親族による家族名義口座の登録
上掲の総点検において、デジタル庁は、家族名義と思われる登録が約13万件存在すると発表した。これは違法であり、子供であっても登録する場合は本人名義の口座が必要となる。河野太郎デジタル大臣は記者会見や報道番組において、下記の主旨説明と呼び掛けを行なった。
- 現状、児童手当や各種の給付は世帯単位である（この場合、子供の公金受取口座の登録有無は関係ない）
- しかし今後、これらが個人単位での給付となった場合には、子供であっても自身の銀行口座が必要である
- 将来、個人単位給付が行なわれた場合、親など家族名義口座の登録では給付が遅れたり受け取れない可能性がある
- 今は0歳からの口座開設を受け付けていたり[79]、オンラインで開設可能な金融機関[80]もあるので、それらを活用して欲しい

大臣発言のとおり、現状、日本で実施されている手当や給付は、年金を除き、世帯単位での給付である。しかし2020年の特別定額給付金支給時（この時も世帯単位であった）には、家族形態は多様化しており「世帯主に一括ではなく個人単位の給付が良かったのでは」との議論が挙がり、実際に自治体に対しても個人単位給付の要望が一定数発生した。公金受取口座登録法はそれら議論を踏まえて、「世帯」の概念を取り入れず、子供も含め全て個人単位で登録する制度となっている。

## 今後の対応

### 漢字氏名とカナ名義とを照合可能な検知モデルの開発
上掲の誤登録問題では、氏名の振り仮名も原因の一つとされた。金融機関口座の名義はカナ文字であるのに対し、日本の戸籍・住民基本台帳には氏名の振り仮名が無く、誤登録をシステムで防ぐことが出来なかったというもの。
2023年6月2日、「行政手続における特定の個人を識別するための番号の利用等に関する法律等の一部を改正する法律」が成立し、この中で戸籍法・住民基本台帳法も改正され、氏名の振り仮名が追加される。しかしこれは2025年6月までに施行予定のものであり、それまでの期間、デジタル庁は「漢字氏名とカナ名義とを照合可能な検知モデルの開発」に取り組むとしている。11月9日、デジタル庁はこの検知モデルによって、新たな誤登録を割り出した。

### 金融機関経由の登録
マイナポータルではなく、金融機関窓口で公金受取口座の登録・削除を可能とするもの。2024年4月1日施行。2024年度末頃開始予定。

### 行政機関等経由登録の特例制度の実施
既に行政機関他が把握している口座情報を用いて、マイナポータルを使わずに公金受取口座登録を可能とする方法の推進。まずは年金受給口座から実施。2023年6月2日、法改正成立。6月9日、公布。公布から1年3ヶ月以内（2024年9月まで）に施行 → 2024年5月27日施行。